# Santa Llúcia de Viu de Llevata
Santa Llúcia de Viu de Llevata és una capella romànica semitroglodítica del poble de Viu de Llevata, cap de municipi propi fins al 1968, actualment pertanyent al terme del Pont de Suert.
Dins del mateix nucli de població, pertany a Casa Ancelles. És probable que fos la capella del castell de Viu de Llevata, que era just al damunt seu.
En resta la part nord-est de la capçalera, en un lloc ple de vegetació i difícil, per tant, de veure. No en queden més restes perquè degueren ser arrasades en ampliar el camí que comunica les dues parts del poble de Viu de Llevata.